# Condado de Claiborne (Mississippi)
O Condado de Claiborne é um dos 82 condados do estado norte-americano do Mississippi. A sede de condado é Port Gibson, que é também a sua maior cidade.
O condado tem uma área de 1298 km² (dos quais 39 km² estão cobertos por água), uma população de 11 831 habitantes, e uma densidade populacional de 9 hab/km² (segundo o censo nacional de 2000). O condado foi fundado em 1802 e recebeu o seu nome em homenagem a William Charles Cole Claiborne, que foi o segundo governador do Território do Mississippi e o primeiro governador da Luisiana.

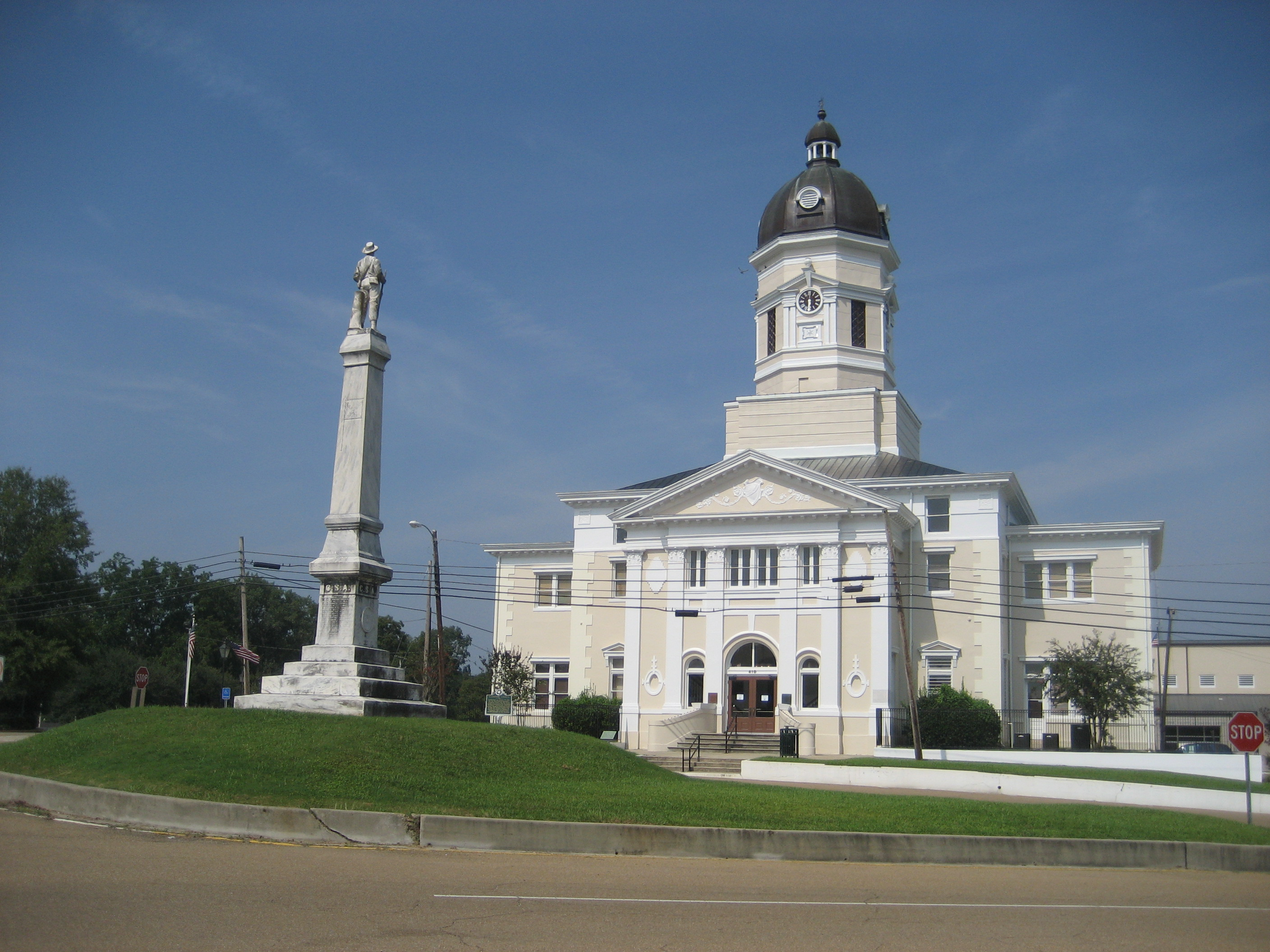
Tribunal do condado de Claiborne em Port Gibson, Mississippi